# Paolo Vivar
Paolo César Vivar Araya (Ovalle, Chile, 11 de marzo de 1977) y es un exfutbolista chileno. Jugaba de delantero y militó en diversos clubes de Chile e Indonesia. 

## Trayectoria
Oriundo de Ovalle, debutó por Deportes Ovalle de la Primera B de Chile dirigido por Gustavo Huerta en 1995. En 1997, fue transferido a Cobreloa de la Primera división, donde logró una destacada campaña, que lo llevó a ser nominado a la selección chilena y rumorearse su transferencia al fútbol extranjero.
Pese a su buen nivel, problemas extrafutbolísticos mermaron su crecimiento, con acusaciones de Violencia intrafamiliar y una detención debido a manejo en estado ebriedad.Su carrera prosiguió con pasos por Unión San Felipe y Rangers en la primera división chilena, para luego internacionalizar su carrera en el fútbol de Indonesia, defendiendo los colores del Persija Jakarta, Persikota Tangerang, Persema Malang y Persela Lamongan.
De regreso en su país natal, se retiró defendiendo los colores de Cobreloa el año 2009.

## Selección nacional
Fue seleccionado chileno sub-20 e incluso participó con su selección, en el Campeonato Sudamericano Sub-20 de 1997, que se disputó precisamente en su país, siendo parte del plantel de la selección chilena sub-20 de ese año, que fue dirigido por el mundialista Guillermo Yávar. 
Fue nominado por Nelson Acosta a la selección chilena durante la gira de enero y febrero de 1998, donde disputó la Carlsberg Cup, disputando un partido ante Irán. En la misma gira, participó de la Selección Chilena B que venció a su similar de Inglaterra por 2:1 el 10 de febrero de 1998.
A fines de 2002, fue convocado a un microciclo de jugadores locales por el técnico Juvenal Olmos.

### Participaciones en Sudamericanos
| Competencia                 | Sede  | Resultado |
| --------------------------- | ----- | --------- |
| Sudamericano Sub-20 de 1997 | Chile | Eliminado |

### Partidos internacionales
| Partidos internacionales | Partidos internacionales | Partidos internacionales                | Partidos internacionales | Partidos internacionales | Partidos internacionales | Partidos internacionales | Partidos internacionales | Partidos internacionales | Partidos internacionales |
| N.º                      | Fecha                    | Estadio                                 | Local                    | Resultado                | Visitante                | Goles                    | Asistencias              | DT                       | Competición              |
| ------------------------ | ------------------------ | --------------------------------------- | ------------------------ | ------------------------ | ------------------------ | ------------------------ | ------------------------ | ------------------------ | ------------------------ |
| 1                        | 31 de enero de 1998      | Estadio Hong Kong, So Kon Po, Hong Kong | Irán                     | 1-1 4-2 p                | Chile                    |                          |                          | Nelson Acosta            | Carlsberg Cup 1998       |
| Total                    | Total                    | Total                                   | Presencias               | 1                        | Goles                    | 0                        |                          |                          |                          |

| Selección chilena | Selección chilena | Selección chilena |
| Año               | Partidos          | Goles             |
| ----------------- | ----------------- | ----------------- |
| 1998              | 1                 | 0                 |
| Total             | 1                 | 0                 |

## Clubes
| Club                | País      | Año       |
| ------------------- | --------- | --------- |
| Deportes Ovalle     | Chile     | 1995-1996 |
| Cobreloa            | Chile     | 1997-2001 |
| Unión San Felipe    | Chile     | 2002-2003 |
| Rangers             | Chile     | 2003      |
| Persija Jakarta     | Indonesia | 2004      |
| Persikota Tangerang | Indonesia | 2004      |
| Persema Malang      | Indonesia | 2005      |
| Persela Lamongan    | Indonesia | 2006-2007 |
| Cobreloa            | Chile     | 2008-2009 |